# Пригнічений корелятив
Пригнічений корелятив є типом аргументу, який намагається перевизначити корелятив (один із двох взаємовиключних варіантів) так, щоб одна альтернатива охоплює іншу, тобто робить одну альтернативу неможливою.  Це також відоме як помилка втраченого контрасту і хиба придушеного відносного.

## Опис
Концептуальний приклад:
Особа 1: "Усі речі або Х, або не Х". (Корелятив: X–не X.)
Особа 2: "Я визначаю X так, що всі речі, які ви стверджуєте, не є X, включені в X." (Пригнічений корелятив: не X.)
Крім того, Особа 2 може перевизначити X таким чином, щоб натомість зробити висновок, що все не є X.
Простий приклад, заснований на прикладі Александра Бена:
Особа 1: "Речі або таємничі, або не таємничі. Коли саме станеться землетрус, все ще загадка, але як кров циркулює в організмі - ні".
Особа 2: "Все таємниче. Ще потрібно дізнатися, як циркулює кров".
Незалежно від того, правдиве твердження Особи 2 про кровообіг чи ні, перевизначення поняття «таємниче» настільки широке, що упускає значний контраст у рівні наукового розуміння між землетрусами та кровообігом. Бен стверджує, що якщо ми вважаємо походження Всесвіту настільки ж загадковим, як і прості рівняння, такі як 3×4=12, то здається немислимим, які поняття можна було б описати як «незагадкові». Через перевизначення слово «таємничий» втратило будь-яке корисне значення, каже він.
Перевизначення не завжди настільки очевидне. На перший погляд може здатися розумним визначити гальма як «метод швидкої зупинки транспортного засобу»; однак це дозволяє описувати всі транспортні засоби як такі, що мають гальма. Будь-який автомобіль можна загнати на міцний бар’єр, щоб зупинити його, але тому говорити, що автомобіль має гальма, здається абсурдним.
Цей тип помилки часто використовується в поєднанні з однією з помилок визначення. Це неформальна помилка.

## Використання
Шотландський логік Александр Бен обговорював помилку пригніченого корелятиву, який він також назвав помилкою придушеного відносного, у 19 столітті. Він надав багато прикладів відносних пар, де корелятивні терміни знаходять своє значення через контраст: відпочинок-труда, знання-незнання, мовчання-мовлення тощо. Бен класифікував цей тип помилки як помилку відносності, яка, у свою чергу, була однією з багатьох помилок плутанини.
Дж. Левенберг відкинув певне визначення емпіричного метода, яке здавалося настільки широким, що охоплювало всі можливі методи, як таке, що вчиняє помилку пригніченого корелятива. Вважається, що ця помилка була знайдена у філософії деяких емпіриків, у тому числі Едгара  Брайтмана, іноді в розширенні значення інших термінів, що мають відношення до цих аргументів, таких як "сприйняття" (якщо взяти включити повністю когнітивні процеси на додаток до тих, які зазвичай класифікуються як перцептивні).
Критики виявляють помилку в аргументах психологічного егоїзму, які припускають, що всі дії, які здійснюються людьми, мотивовані їх власними інтересами. Поза цією ідеєю вважається, що іноді люди роблять щось безкорисливо, наприклад, благодійні вчинки або самопожертву. Психологічний егоїзм пояснює всі сценарії повністю в термінах егоїстичних мотивів (наприклад, що діяти для власних цілей є актом власних інтересів); однак критики стверджують, що таким чином вони переозначають егоїзм до такої міри, коли він охоплює всі вмотивовані дії і таким чином робить цей термін безглуздим.